# X87

x87은 부동소수점 연산에 관련된 X86 아키텍처 명령어 집합을 의미한다. NPX(Numeric Processor eXtension)라고도 한다.
x87은 초기에는 x86 프로세서에 대응하는 코프로세서 형태로 지원되었으며, 80486 모델에서부터 코프로세서 대신 CPU 자체에서 x87 명령어를 지원하기 시작했다.
x87에서는 부동소수점 표준 IEEE 754의 32비트 단정밀도, 64비트 배정밀도, 80비트 확장 배정밀도를 지원한다. 기본적으로는 내부의 모든 계산은 80비트로 이루어지기 때문에, 단정밀도/배정밀도 계산이 실제 IEEE 754 결과와는 달라질 수 있다. 이를 방지하기 위하여 내부 계산 방식을 변경하는 것도 가능하다.

## 아키텍처 세대
- 8087
- 80187: 인텔의 x87 계열 부동 소수점 보조 연산 장치. 인텔 80186과 같이 사용한다. 인텔 8087의 후속작이다.
- 80287: 인텔의 x87 계열 부동 소수점 보조 연산 장치. 인텔 80286과 같이 사용한다. 인텔 80187의 후속작이다.
- 80387
- 80487
- 80587

## 같이 보기
- MMX (명령어 집합)
- SSE, SSE2, SSE3, SSSE3, SSE4, SSE5
- 3D나우!
- SIMD